# Odontozona spongicola
Odontozona spongicola är en kräftdjursart som först beskrevs av Alcock och A. R. S. Anderson 1899.  Odontozona spongicola ingår i släktet Odontozona och familjen Stenopodidae. Inga underarter finns listade i Catalogue of Life.